# Kamen mudraca
Kamen mudraca ili kamen mudrosti (lat. Lapis philosophorum) je mitska alkemijska supstanca koja, prema vjerovanju, ima sposobnost pretvoriti običan metal u zlato. U tekućem obliku, može poslužiti i kao eliksir života koji čovjeka liječi, pomlađuje, daje mu dug život i ponekad, besmrtnost.
Dugo vremena bio je glavni cilj zapadne alkemije. Neuspjeh alkemičara u praktičnoj potrazi za kamenom mudraca, preusmjerio je ciljeve alkemije na duhovno težište, međutim unatoč tome, alkemičari su dali doprinos modernoj kemiji pronašavši brojne kemijske elemente i spojeve.

## Opis, svojstva i primjena Kamena mudraca
Prema čuvenom liječniku i alkemičaru Paracelsusu (1493. – 1541.), Kamen mudraca trebao se predočiti u obliku sjajnog crvenog praha boje rubina, prilično teškog i blistavog.
Drugi tekst, onaj Ortholaina, navodi da pri procesu otkrivanja Kamen postaje "sve crveniji i crveniji,... proziran, tekuć, taljiv, koji može prodrijeti u živu i sva tvrda tijela i pretvoriti ih u čistu supstanciju od koje se radi zlato; ona liječi ljudsko tijelo, sve slabosti i vraća mu zdravlje. Zahvaljujući njoj, možemo kovati staklo i bojiti drago kamenje u boju blistavu poput tamnocrvenog rubina."
Kamenu su se pripisivala ljekovita svojstva, a sukladno alkemijskim tekstovima, mogao se koristiti u dva oblika: u obliku soli ili rastopljen u živinoj vodi (pitko zlato).

## Veliko djelo i potraga za Kamenom mudraca
Brojni alkemičari su stoljećima pokušavali pronaći mitski Kamen mudraca i ovladati vještinom pretvorbe neplemenitih kovina u zlato. Dobivanje Kamena u alkemičarskom laboratoriju bilo bi rezultat izvršenja Velikog djela (Magnum opus), težnje svih alkemičara. Mit o pronalasku Kamena postojao je u tradiciji Zapadne alkemije, no premda su mnogi alkemičari tvrdili kako su postigli konačan rezultat, ne postoji nikakav dokaz za takve, u biti neosnovane, tvrdnje. Francuski alkemičar Nicolas Flamel (1330. – 1418.) tvrdio je da je pronašao Kamen mudraca koji mu je omogućio stjecanje bogatstva, a kasnije njemu i njegovoj ženi i besmrtnost.